# Савонбург (Канзас)
Савонбург (англ. Savonburg) — місто (англ. city) в США, в окрузі Аллен штату Канзас. Населення — 74 особи (2020).

## Географія
Савонбург розташований за координатами 37°44′57″ пн. ш. 95°8′37″ зх. д. / 37.74917° пн. ш. 95.14361° зх. д. (37.749133, -95.143502).  За даними Бюро перепису населення США в 2010 році місто мало площу 0,51 км², з яких 0,51 км² — суходіл та 0,00 км² — водойми.

## Демографія
Згідно з переписом 2010 року, у місті мешкало 109 осіб у 41 домогосподарстві у складі 27 родин. Густота населення становила 212 особи/км².  Було 47 помешкань (92/км²).
Расовий склад населення:
| - 89,9 % — білих - 4,6 % — корінних американців |

До двох чи більше рас належало 5,5 %. Частка іспаномовних становила 5,5 % від усіх жителів.
За віковим діапазоном населення розподілялося таким чином: 39,4 % — особи молодші 18 років, 44,1 % — особи у віці 18—64 років, 16,5 % — особи у віці 65 років та старші. Медіана віку мешканця становила 31,5 року. На 100 осіб жіночої статі у місті припадало 122,4 чоловіків;  на 100 жінок у віці від 18 років та старших — 112,9 чоловіків також старших 18 років.
Середній дохід на одне домашнє господарство  становив 38 760 доларів США (медіана — 29 583), а середній дохід на одну сім'ю — 41 865 доларів (медіана — 30 750). За межею бідності перебувало 24,5 % осіб, у тому числі 36,1 % дітей у віці до 18 років та 57,1 % осіб у віці 65 років та старших.
Цивільне працевлаштоване населення становило 58 осіб. Основні галузі зайнятості: будівництво — 34,5 %, освіта, охорона здоров'я та соціальна допомога — 20,7 %, роздрібна торгівля — 17,2 %.